# دریای زمین
چرخه دریای زمین (به انگلیسی: The Earthsea Cycle)، که به‌طور خلاصه دریای زمین (به انگلیسی: Earthsea) نوشته می‌شود، یک مجموعه کتاب‌های خیال‌پردازی حماسی است که توسط نویسنده آمریکایی اورسولا لو گویین نوشته شده‌است. مجموعه شامل یک جادوگر از زمین دریایی (۱۹۶۸)، مقبره‌های آتوان، (۱۹۷۰) دورترین ساحل (۱۹۷۲)، ته‌هانو (۱۹۹۰)، و حکایت دریای زمین و باد دیگر (هر دو ۲۰۰۱) است. در سال ۲۰۱۸، همه رمان‌ها و داستان‌های کوتاه به عنوان کتابهای Earthsea: The Complete Illustrated Edition، با تصاویر چارلز وی منتشر شد.

فیلم استودیو جیبلی حکایت دریای زمین (۲۰۰۶) از اقتباس این رمان ساخته شده‌است.